# Philippe Hériat
Raymond Gérard Payelle, dit Philippe Hériat, est un acteur, metteur en scène et écrivain français né le 15 septembre 1898 à Paris et mort le 10 octobre 1971 dans la même ville.

## Biographie

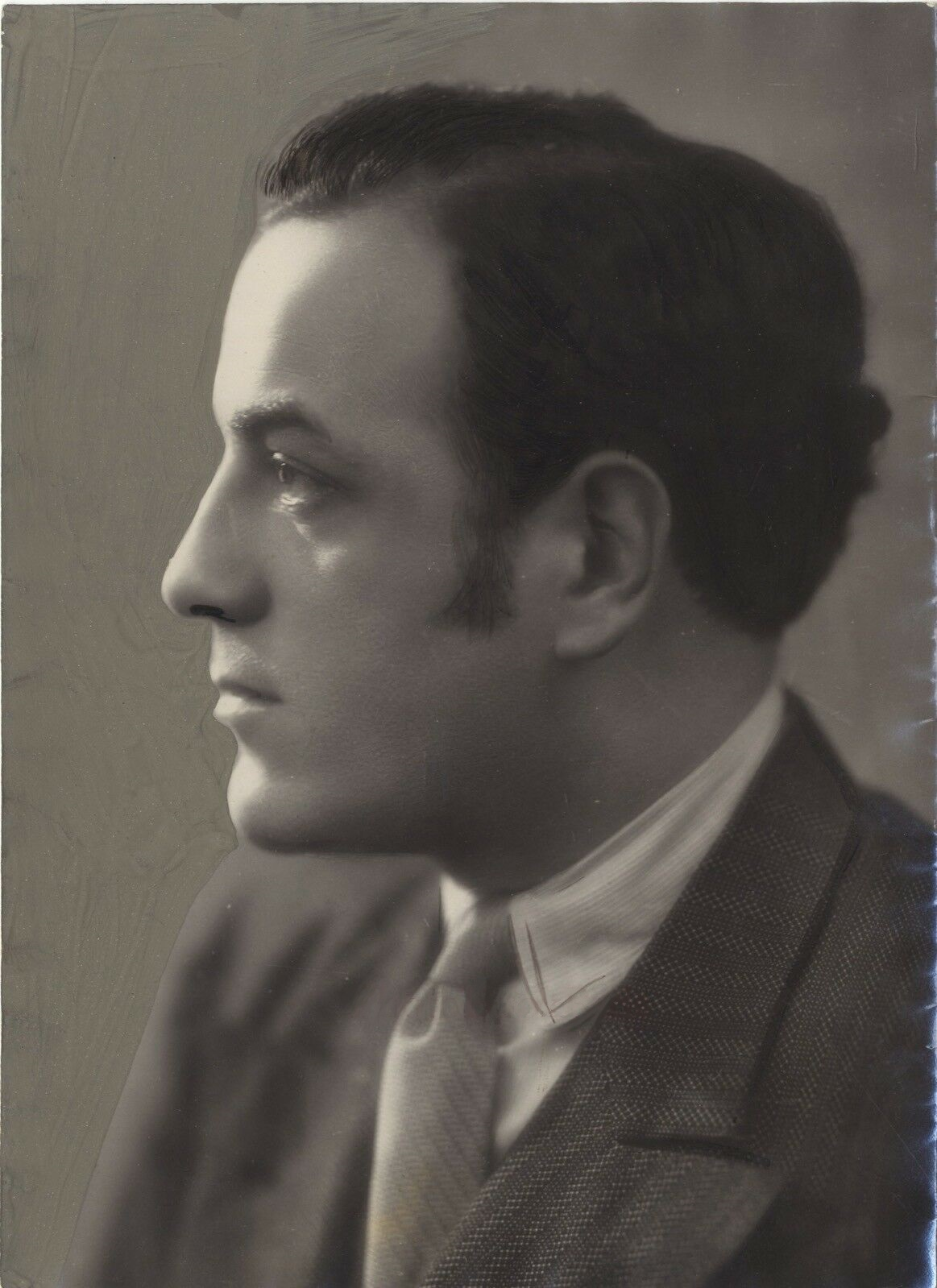
Philippe Hériat en 1931.

Fils de Georges Payelle, premier président à la Cour des comptes et, par sa mère, arrière-petit-fils de Zulma Carraud, amie de Balzac et républicaine, Philippe Hériat naît le 15 septembre 1898 dans le 1er arrondissement de Paris. Il s'engage à dix-huit ans pendant la Première Guerre mondiale. Revenu à la vie civile, il devient assistant metteur en scène de films et acteur de cinéma, puis de théâtre, notamment auprès de René Clair, avec qui il avait été en cours au Lycée Louis-le-Grand.
Le succès aidant, il se consacre à l'écriture et obtient en 1931 le prix Renaudot pour son premier roman, L'Innocent. En 1939, il publie Les Enfants gâtés, premier volume publié d'une saga familiale, Les Boussardel, qui décrit l'ascension et les vicissitudes d'une famille sur plusieurs générations depuis la chute du Premier Empire jusqu'aux années 1950. Ce roman est couronné, cette même année 1939, par le prix Goncourt. Le deuxième volume paru, Famille Boussardel, est distingué en 1947 par le Grand prix du roman de l'Académie française. Bien que publié après Les Enfants gâtés, celui-ci constitue le premier tome de la saga, dans l'ordre chronologique. Philippe Hériat fut longtemps le seul écrivain à avoir été récompensé à la fois des prix Renaudot et Goncourt, avant que François Weyergans ne le soit également en 2005.
Philippe Hériat fait ses débuts d'auteur dramatique en 1947. En 1949, il est élu à l'Académie Goncourt dont il restera membre jusqu'à sa mort.

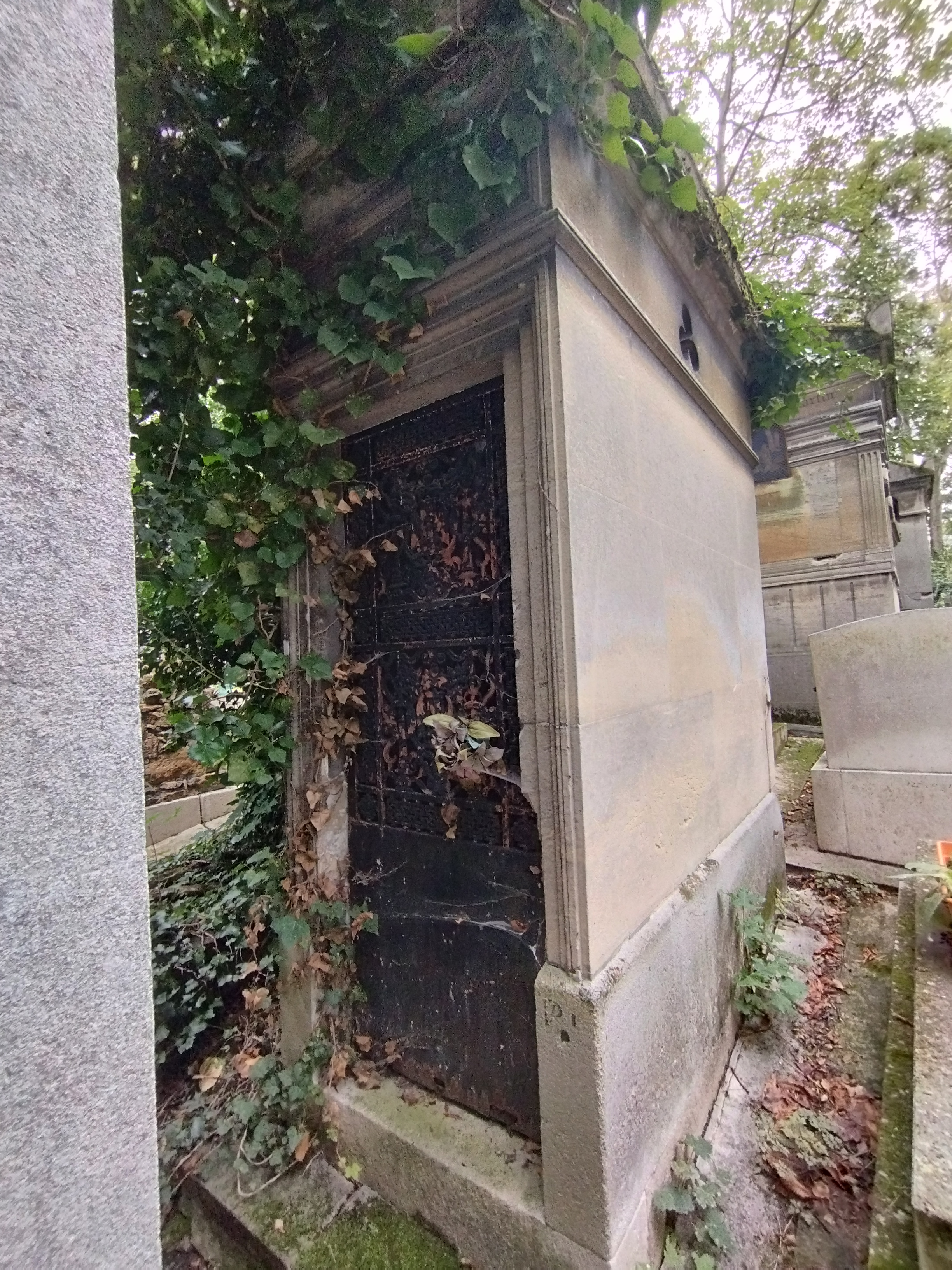
Tombe de Philippe Hériat au cimetière du Père-Lachaise (division 14).

Il meurt le 10 octobre 1971 en son domicile au 87, avenue de Villiers dans le 17e arrondissement, et est inhumé au cimetière du Père-Lachaise (14e division).

## Œuvres

### Romans
- L'Innocent (Denoël et Steele, 1931) — Prix Renaudot
- L'Araignée du matin, suivi du Départ du Valdivia (Denoël et Steele, 1933)
- La Main tendue (Denoël et Steele, 1933)
- La Foire aux garçons (Denoël et Steele, 1934)
- Miroirs (Denoël et Steele, 1936)
- Les Enfants gâtés (Gallimard, 1939), Les Boussardel 2 — Prix Goncourt
- La Bruyère du Cap (Sequana, 1943), court roman qui met en scène Florent Boussardel
- Famille Boussardel (Gallimard, 1944), Les Boussardel 1 — Grand prix du roman de l'Académie française
- Les Grilles d'or (Gallimard, 1957), Les Boussardel 3
- Le Temps d'aimer (Gallimard, 1968), Les Boussardel 4
- Duel (Gallimard, 1974), roman inachevé préparé pour publication par Pierre Gascar

Pour la nouvelle édition intégrale publiée par Tallandier en 1970 et par Gallimard en 1971, la saga Boussardel a été redivisée en cinq volumes : 1. La Bruyère du Cap ; 2. Les Noces de bronze ; 3. Les Enfants gâtés ; 4. Les Grilles d'or ; et 5. Le Temps d'aimer. Le contenu de Famille Boussardel était partagé entre les volumes un et deux. Bien que cette redivision ait eu la bénédiction de l'auteur, elle n'a jamais délogé le format original en tétralogie.

### Nouvelles
- "La Titine", Marianne, le 28 décembre 1932
- "L'Amour sur le banc", Marianne, le 24 mai 1933

### Essais et récits
- Russie blanche et Russie rouge, les souvenirs du prince Michaguine-Skrydloff (Plon, 1935)
- Le Secret de Mayerling (Gallimard, 1949), d'après le film de Jean Delannoy
- Retour sur mes pas (Wesmael-Charlier, 1959), collection « Les auteurs juges de leurs œuvres »
- Paris bourgeois (Sauret, 1963), étude historique

### Théâtre
- L'Immaculée, 1947 (Gallimard, 1950)
- Belle de Jour, 1950 (Gallimard, 1950)
- Les Noces de deuil, pièce créée à la Comédie-Française le 15 octobre 1953 (Gallimard, 1960)
- Les Joies de la famille, pièce créée à la Comédie des Champs-Élysées le 7 octobre 1960 (Gallimard, 1960)
- Voltige, pièce créée au théâtre de la Michodière le 8 novembre 1967 (Gallimard, 1969)

### Livrets
- Piège de lumière, ballet de Jorge Cuevas Bartholin, 1952
- Conte cruel, opéra de Georges Delerue, 1960
- Les Hauts de Hurle-Vent, opéra de Thomas Stubbs, créé au théâtre des Arts, Rouen, le 16 avril 1967 (Gallimard, 1969)[8]

### Cinéma
- 1948 : Le Secret de Mayerling de Jean Delannoy — scénario et dialogues
- 1955 : Les Fruits de l'été de Raymond Bernard — scénario
- 1960 : La Rabouilleuse de Louis Daquin d'après le roman d'Honoré de Balzac — dialogues
- 1962 : Vénus impériale de Jean Delannoy — dialogues
- 1967 : Rosie ! (Les Riches Familles) de David Lowell Rich — scénario
- 1969 : Balzac, scénario pour un film non réalisé (Gallimard, 1969)

## Carrière d'acteur

### Cinéma

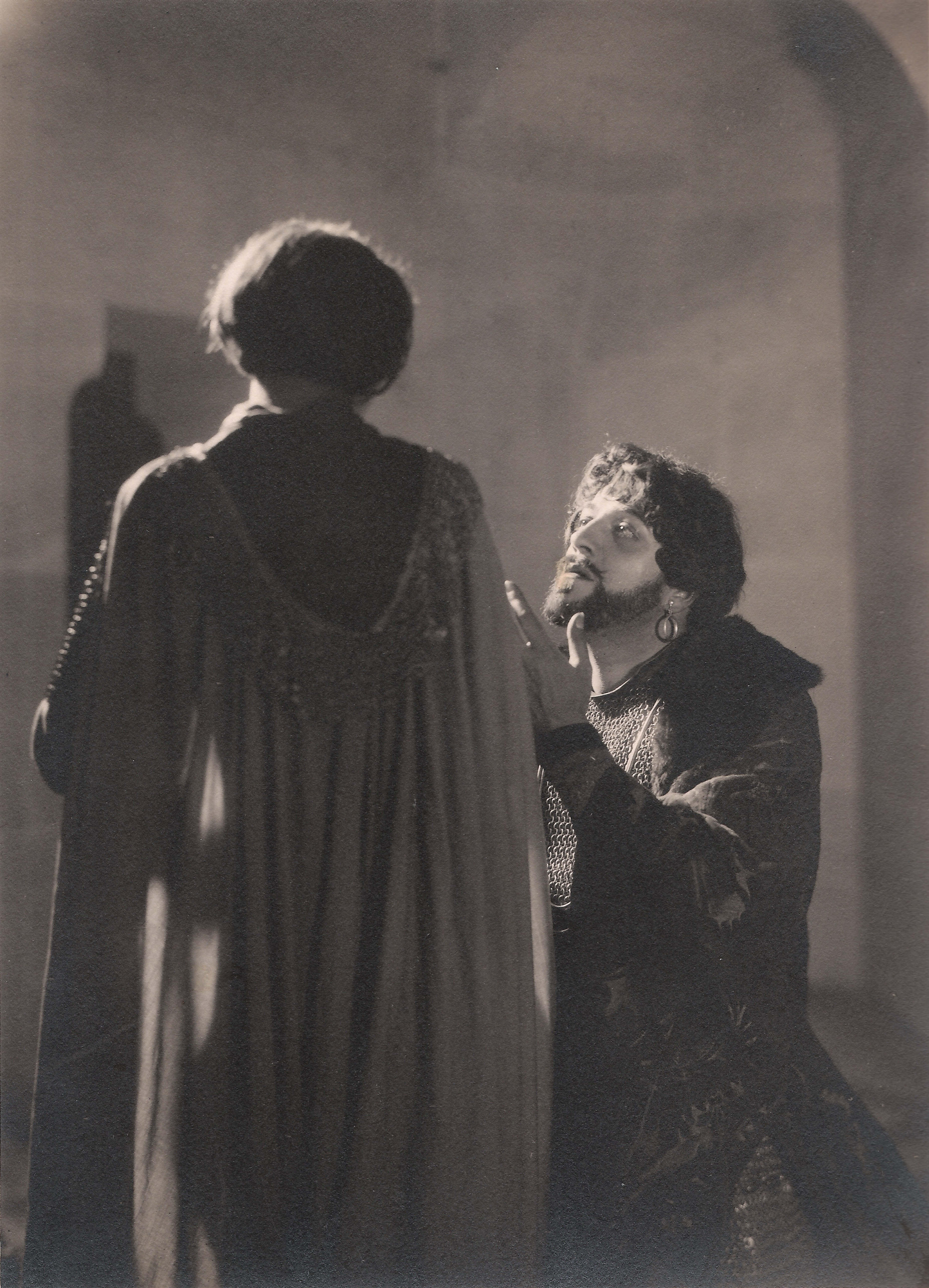
Philippe Hériat jouant Gilles de Rais dans La Merveilleuse Vie de Jeanne d'Arc, fille de Lorraine, 1929.

- 1920 : Le Carnaval des vérités de Marcel L'Herbier
- 1920 : L'Homme du large de Marcel L'Herbier : le protecteur
- 1921 : El Dorado de Marcel L'Herbier : Joao, le bouffon — également assistant réalisateur
- 1921 : Prométhée... banquier de Marcel L'Herbier
- 1922 : Don Juan et Faust de Marcel L'Herbier
- 1924 : La Galerie des monstres de Jaque-Catelain
- 1924 : Le Miracle des loups de Raymond Bernard : Tristan l'Ermite
- 1924 : L'Inhumaine de Marcel L'Herbier, Djorah de Nopur — également assistant réalisateur
- 1924 : L'Inondation de Louis Delluc
- 1924 : Le Marchand de plaisirs de Jaque-Catelain
- 1925 : La Chaussée des géants de Robert Boudrioz et Jean Durand
- 1926 : Feu Mathias Pascal de Marcel L'Herbier : l'aide assesseur
- 1926 : Rien que les heures d'Alberto Cavalcanti
- 1927 : Napoléon d'Abel Gance : Antonio Salicetti
- 1927 : En rade d'Alberto Cavalcanti
- 1928 : Mon cœur au ralenti de Marco de Gastyne
- 1929 : La Merveilleuse Vie de Jeanne d'Arc de Marco de Gastyne
- 1929 : Sainte-Hélène (Napoleon auf St. Helena) de Lupu Pick
- 1929 : La Jalousie du Barbouillé d'Alberto Cavalcanti
- 1929 : Détresse de Jean Durand
- 1929 : L’Appel de la chair de Roger Lion
- 1929 : Amour de louve de Roger Lion - court métrage -
- 1930 : Dans une île perdue d'Alberto Cavalcanti : Jones
- 1933 : Le Sexe faible de Robert Siodmak : Philippe
- 1934 : Rothchild de Marco de Gastyne : Diégo
- 1934 : Napoléon : Salicetti — version sonorisée du film de 1927
- 1935 : Divine de Max Ophüls : Lutuf-Allah
- 1935 : Lucrèce Borgia d'Abel Gance : Filippo, sculpteur-amant
- 1960 : Des gens de lettres d'Henri Champetier et Léonce Paillard - court métrage, documentaire- Participation
- 1971 : Bonaparte et la Révolution, Salicetti  — version restaurée des films de 1927 et 1934

### Théâtre
- 1929 : Le Sexe faible, d'Édouard Bourdet, théâtre de la Michodière - Manuel
- 1934 : Pranzini, d'André Pascal et Henri-Robert, théâtre des Ambassadeurs

## Activités diverses[9]
- Membre du Conseil syndical de l'Union des acteurs (puis Syndicat des Acteurs) de 1928 à 1934
- Membre du Comité National des Ecrivains (CNE), de novembre 1944 à novembre 1952 (démission)
- Membre du Conseil Supérieur des auteurs de films, depuis 1952
- Membre du Jury du Grand Prix de la mise en scène, dès sa fondation en 1954
- Membre du Comité de direction de la Caisse Nationale des Lettres depuis 1961
- Conseiller technique de la M.G.M à Hollywood en 1937, sur le tournage de Marie Walewska avec Greta Garbo et Charles Boyer[10]
- Critique dramatique à La Bataille de 1945 à 1948
- Membre du Conseil littéraire de Monaco de 1950 à 1963
- Membre du Jury du Grand Prix littéraire de la ville de Paris (1961 et 1965)
- Membre du Jury du Festival international de la Danse depuis sa création en 1963
- Tournées de conférence en Belgique sous l'égide des Relations Culturelles en 1959 et 1960

## Distinctions

### Décorations
Commandeur de la Légion d'honneur en 1966, reçu dans son grade par Roland Dorgelès (président de l'académie Goncourt)
 Officier de l'ordre des Arts et des Lettres en mars 1960
 Croix du combattant volontaire

### Prix littéraires
Prix Renaudot 1931 pour son roman L'Innocent
Prix Goncourt 1939 pour son roman Les Enfants gâtés
Grand prix du roman de l'Académie française 1947 pour son roman Famille Boussardel
Grand prix littéraire du Conseil de la Seine pour l'ensemble de son œuvre.